# Doctor Atilio Oscar Viglione
Doctor Atilio Oscar Viglione, aussi connue sous les noms Frontera de Río Pico et Aldea Las Pampas, est une localité rurale argentine située dans le département d'Escalante, dans la province de Chubut.

## Histoire
Le village est consacré à l'élevage de moutons dans les champs environnants, et certains de ses habitants sont d'origine chilienne. Le ministère argentin de l'éducation a construit la première école (no 32) en 1918. En 1985, le village a reçu la visite du gouverneur de l'époque, Atilio Viglione, qui a visité la construction du réseau électrique et une centrale thermoélectrique. En 1987, le poste de police local a été inauguré. Lorsque la connexion téléphonique a été inaugurée, la localité a reçu un appel du président de l'époque, Raúl Alfonsín.
La commune a été créée par le gouverneur Mario Das Neves dans le lieu appelé Las Pampas en septembre 2005, étant sanctionnée par le pouvoir législatif de la province de Chubut par la loi no 5.336. Il a été nommé en l'honneur de l'illustre citoyen et ancien gouverneur (1983-1987) Atilio Oscar Viglione. En 2007, un poste de santé et le siège de la communauté ont été ouverts, tandis qu'en 2009, une sous-station a été inaugurée.
En 2015, des élections ont été organisées pour la première fois pour le président communal, avec 147 électeurs dans la localité. Le résultat est une égalité entre deux cousines du côté maternel et une tante et une nièce du côté paternel : María Cristina Acevedo Solís (FPV) et Norma Solís (ChuSoTo). L'égalité était de 65 voix chacun. Le scrutin aura lieu le 4 septembre 2016, en même temps que les élections au poste de juge de paix, le premier scrutin de l'histoire électorale de l'Argentine à être disputé par deux femmes. Entre-temps, un interventeur de la Commune rurale a été nommé. En 2007, un poste de santé et le siège communal ont été ouverts, tandis qu'en 2009, un sous-commissariat a été inauguré.

## Démographie
La localité compte 44 habitants (Indec, 2010), ce qui représente un déclin de 45 % par rapport au dernier recensement de 2001 qui comptait 81 habitants.